# ピッピ 船にのる
『ピッピ 船にのる』（ピッピ ふねにのる、原題: Pippi Långstrump går ombord）は、アストリッド・リンドグレーンの古典児童文学『長くつ下のピッピ』の続編である。1946年に出版された。本作はさらに『ピッピ 南の島へ』へと続く。1969年にスウェーデンでテレビシリーズとなり、同年に再編集した映画が公開された。
第1作と同様、9つの章はかなり独立しており、ゆるやかにしかつながっていない。南の島で本当に王様になってしまった父親の訪問で、世界はよりエキゾチックになっていく。
ピッピは父親と再会した後、父親と一緒に大きな旅に出たいと思うようになる。しかし、そのためには、トミーとアニカと別れなければならない。彼女の親友たちは、間近に迫った別れを深く悲しんでいる。ピッピは彼らと一緒にいることを決意し、再び旅立つ。その後、3人の子供たちは再び新しい冒険を体験する。

## 日本語訳版
- 1965年『ピッピ 船にのる』（リンドグレーン作品集）、大塚勇三（翻訳）、桜井誠（絵）、岩波書店、ISBN 978-4001150629
- 2014年『長くつ下のピッピ 船にのる』（角川つばさ文庫）、木村由利子（翻訳）、もけお（絵）、KADOKAWA、ISBN 978-4046313706
- 2018年『ピッピ 船にのる』（リンドグレーン・コレクション）、菱木晃子（翻訳）、イングリッド・ヴァン・ニイマン（絵）、岩波書店、ISBN 978-4001157321